# Valea Râmnicului
Valea Râmnicului is een Roemeense gemeente in het district Buzău.
Valea Râmnicului telt 5912 inwoners.